# 전한 성제
한 통종 효성황제 유오(漢 統宗 孝成皇帝 劉驁, 기원전 51년 ~ 기원전 7년, 재위 기원전 33년 ~ 기원전 7년)는 전한의 12대 황제로, 자는 태손(太孫)이다.

## 생애
성제가 왕위에 오르고나서 왕위자리가 불안정하였는데, 성제는 조례에도 나오지 않을 뿐더러, 주색에만 빠져있었다. 그리고 성제는 황태후 왕씨와 사이가 별로좋지 않았는데, 황태후의 오빠 대사마 왕봉도 별로 좋아하지 않았다고 한다.
소의 부씨가 봉지였던 정도로 간 후, 손자를 왕위에 올려놓기 위해 조비연과 조합덕을 양아공주의 집으로 보내 성제의 눈에 띄게 했던 것이다.
조비연과 조합덕은 미모가 굉장히 아름다웠는데, 가무로 성제를 홀렸고, 성제는 조씨 자매를 영항으로
불러들었다. 조씨 자매는 차례대로 성제를 모셨다고
한다. 그런데 어느 날 성제가 조합덕의 침상에서 급사하였고, 성제의 죽음에 많은 의문이 있었는데 의심이 조씨 자매를 향하였다. 성제가 급사한지 얼마 되지않아 조합덕은 자살하였다고 한다.

## 가족 관계
- 황후 : 폐후 허씨(廢后 許氏) - 허아
  - 모두 요절
- 황후 : 효성황후 조씨(孝成皇后 趙氏) - 조비연. 핍박받아 자살
- 후궁 : 소의 조씨(昭儀 趙氏) - 조합덕. 효성황후 조씨의 여동생이다.
- 후궁 : 첩여 반씨(婕妤 班氏) - 반념
- 후궁 : 첩여 위씨(婕妤 衛氏) - 원래 반첩여의 시녀였으나, 반첩여의 추천으로 성제의 첩여가 됨
- 후궁 : 첩여 마씨(婕妤 馬氏) - 후한 명덕황후 마씨가 족친이다. 동생이 마첩여이다.
- 후궁 : 첩여 마씨(婕妤 馬氏) - 후한 명덕황후 마씨가 족친이다. 언니가 마첩여이다.
- 후궁 : 미인 왕씨(美人 王氏)
- 후궁 : 미인 허씨(美人 許氏) - 폐후 허씨가 고모이다.
  - 요절
- 후궁 : 궁녀 조궁(曹宮 趙궁)

여러 자녀들이 있었지만, 대개 요절하거나 조비연 자매에게 살해되었다.
- 후궁 : 궁녀 은환

태자 시절 총애하는 궁녀였다. 태자였던 성제의 아기를 가졌으나 사망하였다.

## 기년
| 성제        | 원년            | 2년         | 3년             | 4년         | 5년                 | 6년         | 7년             | 8년         | 9년             | 10년        |
| ----------- | --------------- | ----------- | --------------- | ----------- | ------------------- | ----------- | --------------- | ----------- | --------------- | ----------- |
| 서력 (西曆) | 기원전 32년     | 기원전 31년 | 기원전 30년     | 기원전 29년 | 기원전 28년         | 기원전 27년 | 기원전 26년     | 기원전 25년 | 기원전 24년     | 기원전 23년 |
| 간지 (干支) | 기축(己丑)      | 경인(庚寅)  | 신묘(辛卯)      | 임진(壬辰)  | 계사(癸巳)          | 갑오(甲午)  | 을미(乙未)      | 병신(丙申)  | 정유(丁酉)      | 무술(戊戌)  |
| 연호 (年號) | 건시(建始) 원년 | 2년         | 3년             | 4년         | 5년 하평(河平) 원년 | 2년         | 3년             | 4년         | 양삭(陽朔) 원년 | 2년         |
| 성제        | 11년            | 12년        | 13년            | 14년        | 15년                | 16년        | 17년            | 18년        | 19년            | 20년        |
| 서력 (西曆) | 기원전 22년     | 기원전 21년 | 기원전 20년     | 기원전 19년 | 기원전 18년         | 기원전 17년 | 기원전 16년     | 기원전 15년 | 기원전 14년     | 기원전 13년 |
| 간지 (干支) | 기해(己亥)      | 경자(庚子)  | 신축(辛丑)      | 임인(壬寅)  | 계묘(癸卯)          | 갑진(甲辰)  | 을사(乙巳)      | 병오(丙午)  | 정미(丁未)      | 무신(戊申)  |
| 연호 (年號) | 3년             | 4년         | 홍가(鴻嘉) 원년 | 2년         | 3년                 | 4년         | 영시(永始) 원년 | 2년         | 3년             | 4년         |
| 성제        | 21년            | 22년        | 23년            | 24년        | 25년                | 26년        |                 |             |                 |             |
| 서력 (西曆) | 기원전 12년     | 기원전 11년 | 기원전 10년     | 기원전 9년  | 기원전 8년          | 기원전 7년  |                 |             |                 |             |
| 간지 (干支) | 기유(己酉)      | 경술(庚戌)  | 신해(辛亥)      | 임자(壬子)  | 계축(癸丑)          | 갑인(甲寅)  |                 |             |                 |             |
| 연호 (年號) | 원연(元延) 원년 | 2년         | 3년             | 4년         | 수화(綬和) 원년     | 2년         |                 |             |                 |             |

| 전임 원제 유석 | 제12대 전한 황제 기원전 33년 ~ 기원전 7년 | 후임 애제 유흔 |